# سیارک ۲۰۳۴۰
سیارک ۲۰۳۴۰ (به انگلیسی: 20340 Susanruder، نامگذاری:1998HR91) بیست هزار و سیصد و چهلمین سیارک کشف شده‌است که در ۲۱ آوریل ۱۹۹۸ کشف شد.
قدر مطلق سیارک برابر ۱۰.۷ است.